# Kautenbach (stacja kolejowa)
Kautenbach (luks: Gare Kautenbach) – stacja kolejowa w Kautenbach, w Luksemburgu. Została otwarta w 1866 roku przez Direction générale impériale des chemins de fer d’Alsace-Lorraine.
Obecnie jest stacją Société Nationale des Chemins de Fer Luxembourgeois (CFL), obsługiwaną przez pociągi InterCity (IC), Regional-Express (RE) i Regionalbahn (RB).

## Położenie
Znajduje się na linii 10 Luksemburg – Troisvierges, w km 62,021, na wysokości 271 m n.p.m., pomiędzy stacjami Goebelsmühle i Wilwerwiltz.

## Linie kolejowe
- 10 Luksemburg – Troisvierges
- 1b Kautenbach – Wiltz